# Kornet (čin)
Kornet ili konjanički kornet (engleski: cornet, talijanski: cornetta) bio je u 17. i 18. stoljeću naziv za časnika konjice koji zapovjeda malom skupinom konjanika, tako nazvan jer je bila u pratnji svirača korneta (instrument sličan trubi, od starofrancuskog kornet (14. st.), latinski cornū, "rog"). U pješadiji bi odgovarao činu zastvanika, tj. potporučnika. Kasnije se "kornet" počeo odnositi na petog časnika u konjičkoj postrojbi, koji je nosio zastavu satnije/pukovnije; čin se nikad se nije odnosilo na samog svirača korneta.